# Neuromantik
Neu-Romantik oder Neoromantik („literarischer Jugendstil“) ist die Bezeichnung für eine literarische Strömung um 1890–1915, die sich als Gegenbewegung zum Naturalismus und der Moderne verstand und an die Inhalte der Romantik anknüpfte.
Die neuromantischen Dichter zeigten Vorliebe für exotische Schauplätze (Mittelalter, Italien der Renaissance), für Wunderbares und Geheimnisvoll-Magisches, für das Skurrile, für Sagen, Mythen und Märchen; sie schufen vor allem in der Lyrik Texte von großer Formvollendung und verfeinerter Sprache.
Anregungen empfing die Neuromantik von Symbolismus und Dekadenzdichtung; enge Berührungspunkte gab es mit dem  Impressionismus und der Dichtung des Fin de siècle sowie mit dem Jugendstil, der von der Neuromantik wesentlich beeinflusst wurde.
Bedeutende Vertreter der Neuromantik waren:
- der George-Kreis
- die Wiener Moderne
- Ludwig Bäte (Lyrik)
- Richard Dehmel
- Herbert Eulenberg
- Ernst Hardt
- Gerhart Hauptmann (u. a.: Hanneles Himmelfahrt, 1893; Die versunkene Glocke, 1896)
- Hermann Hesse (Der Steppenwolf)
- Hugo von Hofmannsthal
- Ricarda Huch
- Heinrich Mann (s. z. B. „Das Wunderbare“; jedoch nicht das ganze Werk Manns)
- Agnes Miegel
- Börries Freiherr von Münchhausen
- Kurt Münzer
- Rainer Maria Rilke
- Albrecht Schaeffer
- Eduard Stucken
- Karl Gustav Vollmoeller
- Prinz Emil von Schoenaich-Carolath
- Hans Fritz von Zwehl